# 7205 Саданорі
7205 Саданорі (7205 Sadanori) — астероїд головного поясу, відкритий 21 грудня 1995 року.
Тіссеранів параметр щодо Юпітера — 3,389.
Названо на честь Саданорі (яп. さだのり(定矩) саданорі).